# Församlingspedagog
Församlingspedagog, yrke inom Svenska kyrkan
Utbildningen till församlingspedagog består av flera delar, bl.a, praktik och kursdagar tillsammans med blivande diakoner, kyrkomusiker och präster. Församlingspedagoger behöver också ha en eftergymnasial pedagogisk fackutbildning eller en fackutbildning från folkhögskola kompletterad med utbildning från universitet/högskola eller arbetslivserfarenhet från församling inom barn och ungdom kompletterad med utbildning från universitet/högskola.
Den sista delen av församlingspedagogutbildningen är en ettårig utbildning på heltid som Svenska kyrkan ansvarar för. Den är förlagd till svenska kyrkans utbildnings institut i Uppsala eller Lund. Året ger möjlighet att tillsammans med andra pedagoger reflektera över det specifika uppdraget att vara församlingspedagog i Svenska kyrkan. I utbildningsplanen finns ämnen som församlingspedagogik, Svenska kyrkans tro och bekännelse, bibel- och trosfrågor, Svenska kyrkans organisation och arbetssätt, informations- och kommunikationsfrågor, ledarskap, yrkesroll och identitet. Föreläsningar varvas med grupparbeten, projektstudier, seminarier, individuella studier och studiebesök. 
Den vanligaste arbetsuppgiften för en församlingspedagog är att följa barn-, ungdoms, konfirmand- och föräldragrupper regelbundet under en längre tid. Att arrangera läger, kurser, seminarier och utbildningar för ideella är andra vanliga arbetsuppgifter. Eftersom församlingspedagogen är den i arbetslaget som är professionell pedagog ingår det också i uppdraget att tillsammans med arbetskamrater reflektera över vad människor lär i och av gudstjänsten. Att vara stöd för de förtroendevalda i mötesplanering eller långsiktig planering kan också vara en uppgift för församlingspedagogen.
Yrkesföreningen Församlingspedagoger i Svenska kyrkan  är församlingspedagogernas yrkesförening.